# 张佑启
張佑啟，SBS（1934年9月18日—2022年9月23日），中国计算力学、土木工程专家。

## 生平
張佑啟原籍广东新会，生于香港，早年就讀皇仁書院，1953年中學畢業後以優異成績獲得了政府6年獎學金，免費入讀香港大學醫學院但未幾棄醫從工，1954年入讀华南工学院，並於1958年毕业，获工学士学位。他其後於1961年至1964年获英国威尔斯大学博士学位，1973年获英国威尔斯大学科学博士学位，1982年获澳大利亚阿雷特大学工学博士学位。香港大学代常务副校长、教授。1999年当选为中国科学院院士。

## 個人生活
張佑啟在1961年9月與張氏結婚，婚後育有3名子女。

## 榮譽
- 2003年 銀紫荊星章[5]